# Diana Ilina
Diana Ilina (în belarusă Дзіяна Ільіна, cu alfabet Łacinka: Dzijana Ilina, n. 4 ianuarie 1996, în Gomel) este o handbalistă din Belarus care joacă pentru clubul românesc SCM Gloria Buzău și echipa națională a Belarusului. Ilina evoluează pe postul de centru.

## Carieră
Ilina a început să joace handbal la Gandbolnîi Klub Gomel, clubul din localitatea sa natală. În vara anului 2014, ea s-a transferat la echipa rusească GK Astrahanocika, unde a jucat timp de două sezoane. În 2016, handbalista a fost cooptată de ŽRK Vardar, cu care a ajuns până în finala Ligii Campionilor.
În iunie 2017, Ilina a semnat un contract valabil un an cu clubul românesc HC Dunărea Brăila. După expirarea lui a trecut la nou-promovata în Liga Națională SCM Gloria Buzău., iar între 2019 și 2921, a evoluat la Gloria Bistrița. În 2021 ea s-a transferat la clubul croat RK Podravka Koprivnica. După un sezon la RK Podravka Koprivnica, Ilina s-a întors în România la SCM Gloria Buzău.

## Palmares
- Liga Campionilor EHF:
  -  Medalie de argint: 2017
  - Grupe: 2022

- Cupa Cupelor:
  - Turul 3: 2013

- Liga Europeană:
  - Turul 3: 2023

- Cupa EHF
  - Sfert-finalistă: 2015, 2016, 2020
  - Turul 3: 2014
  - Turul 2: 2018

- Superliga Rusă
  -  Câștigătoare: 2016
  - Medalie de bronz: 2015

- Campionatul Belarusului
  - Medalie de argint: 2014

- Campionatul Croației:
  -  Medalie de argint: 2022

- Cupa Croației:
  -  Câștigătoare: 2022